# Eurydice bowmani
Eurydice bowmani là một loài chân đều trong họ Cirolanidae. Loài này được George & Longerbeam miêu tả khoa học năm 1998.